# Delia Durrer
Delia Carmen Durrer (* 14. November 2002) ist eine Schweizer Skirennfahrerin. Sie startet vor allem in den Disziplinen Abfahrt und Super-G.

## Biografie
Durrer stammt aus Oberdorf im Kanton Nidwalden und ist Schülerin an der Sportmittelschule Engelberg. Erstmals international auf sich aufmerksam machte sie im April 2018 beim renommierten Jugendrennen Whistler Cup in Kanada, wo sie den Super-G der Kategorie U16 für sich entschied und im Riesenslalom auf den zweiten Platz fuhr. Ab November 2018 nahm sie an FIS-Rennen teil, wobei sie zunächst in allen Disziplinen fuhr. Ihren ersten Einsatz im Europacup hatte sie im Januar 2019 und fuhr dabei auf Anhieb in die Punkteränge. Drei Monate später konnte sie in Zinal erstmals ein FIS-Rennen für sich entscheiden. Im Januar 2020 nahm sie an den Olympischen Jugend-Winterspielen in Lausanne teil, wo ein zehnter Platz in der Kombination ihr bestes Ergebnis war. Im selben Monat wurde sie Schweizer Abfahrts-Juniorenmeisterin.
Nach mehreren gewonnenen FIS-Rennen fuhr Durrer ein Jahr später im Europacup erstmals unter die besten zehn, bei den Juniorenweltmeisterschaften 2021 in Bansko auf Platz 5 im Super-G. Im März 2021 errang sie gleich drei Schweizer Meistertitel – in der Abfahrt, im Super-G und in der Kombination. Am 13. November 2021 hatte Durrer ihr Debüt im Weltcup, als sie im Parallelrennen von Lech den 42. Platz belegte. Der erste Weltcuppunkt folgte am 23. Januar 2022 mit Platz 30 im Super-G von Cortina d’Ampezzo, bei dem sie die jüngste Teilnehmerin war. Am 24. März 2022 gewann sie an den Schweizermeisterschaften in St. Moritz die Goldmedaille in der Abfahrt. In der Saison 2022/23 konnte sich Durrer im Weltcup etablieren und fuhr mehrmals in die Punkteränge, wobei ein 13. Platz in Lake Louise ihr bestes Ergebnis war.

## Erfolge

### Weltcup
- 2 Platzierungen unter den besten 15

### Weltcupwertungen
| Saison  | Gesamt | Gesamt | Abfahrt | Abfahrt | Super-G | Super-G |
| Saison  | Platz  | Punkte | Platz   | Punkte  | Platz   | Punkte  |
| ------- | ------ | ------ | ------- | ------- | ------- | ------- |
| 2021/22 | 128.   | 1      | –       | –       | 54.     | 1       |
| 2022/23 | 79.    | 55     | 28.     | 48      | 47.     | 7       |
| 2023/24 | 64.    | 105    | 26.     | 57      | 30.     | 48      |

### Europacup
- Saison 2021/22: 3. Abfahrtswertung
- Saison 2022/23: 4. Abfahrtswertung
- 5 Podestplätze, davon 1 Sieg:

| Datum           | Ort    | Land       | Disziplin |
| --------------- | ------ | ---------- | --------- |
| 2. Februar 2023 | Châtel | Frankreich | Abfahrt   |

### Olympische Jugend-Winterspiele
- Lausanne 2020: 10. Kombination, 14. Super-G, 15. Riesenslalom, 19. Slalom

### Juniorenweltmeisterschaften
- Narvik 2020: 18. Super-G, 21. Riesenslalom, 21. Kombination, 26. Abfahrt
- Bansko 2021: 5. Super-G
- Panorama 2022: 3. Team, 4. Abfahrt, 8. Super-G, 33. Kombination

### Weitere Erfolge
- 9 Siege in FIS-Rennen
- 6 Schweizer Meistertitel: Abfahrt, Super-G und Kombination 2021, Abfahrt 2022, Abfahrt und Super-G 2023
- 1 Schweizer Juniorenmeistertitel: Abfahrt 2020